# Villalba de los Alcores
Villalba de los Alcores est une commune de la province de Valladolid dans la communauté autonome de Castille-et-León en Espagne.

## Sites et patrimoine
Les édifices et sites notables de la commune sont :

### Patrimoine militaire
- Muraille (es) et les Cubos de la muraille.
- Château (es)

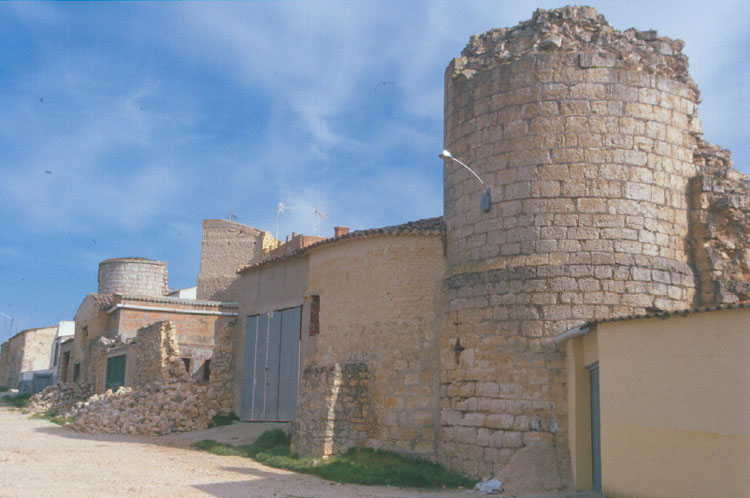
Muraille. Fondation Joaquín Díaz.
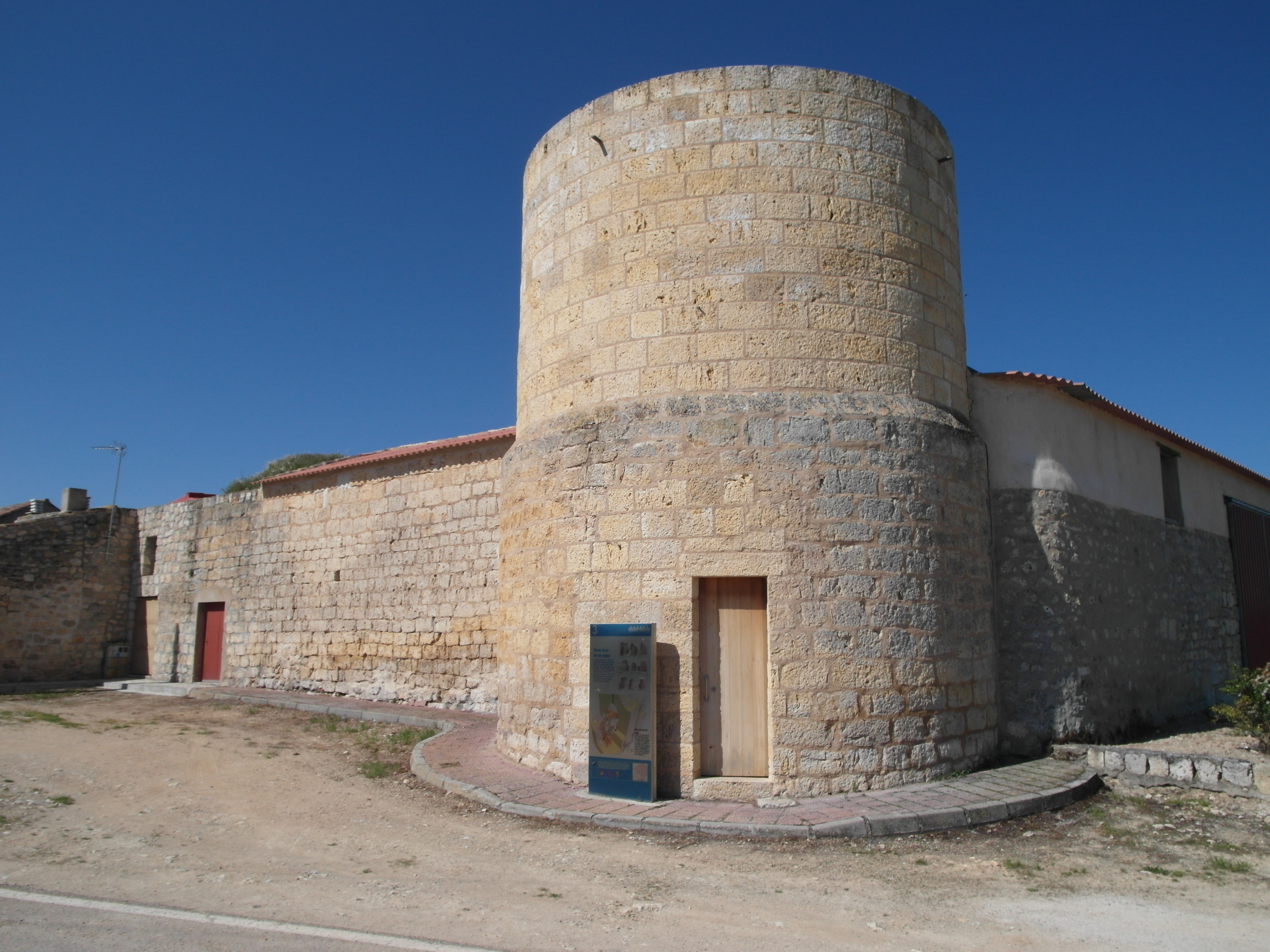
Muraille.
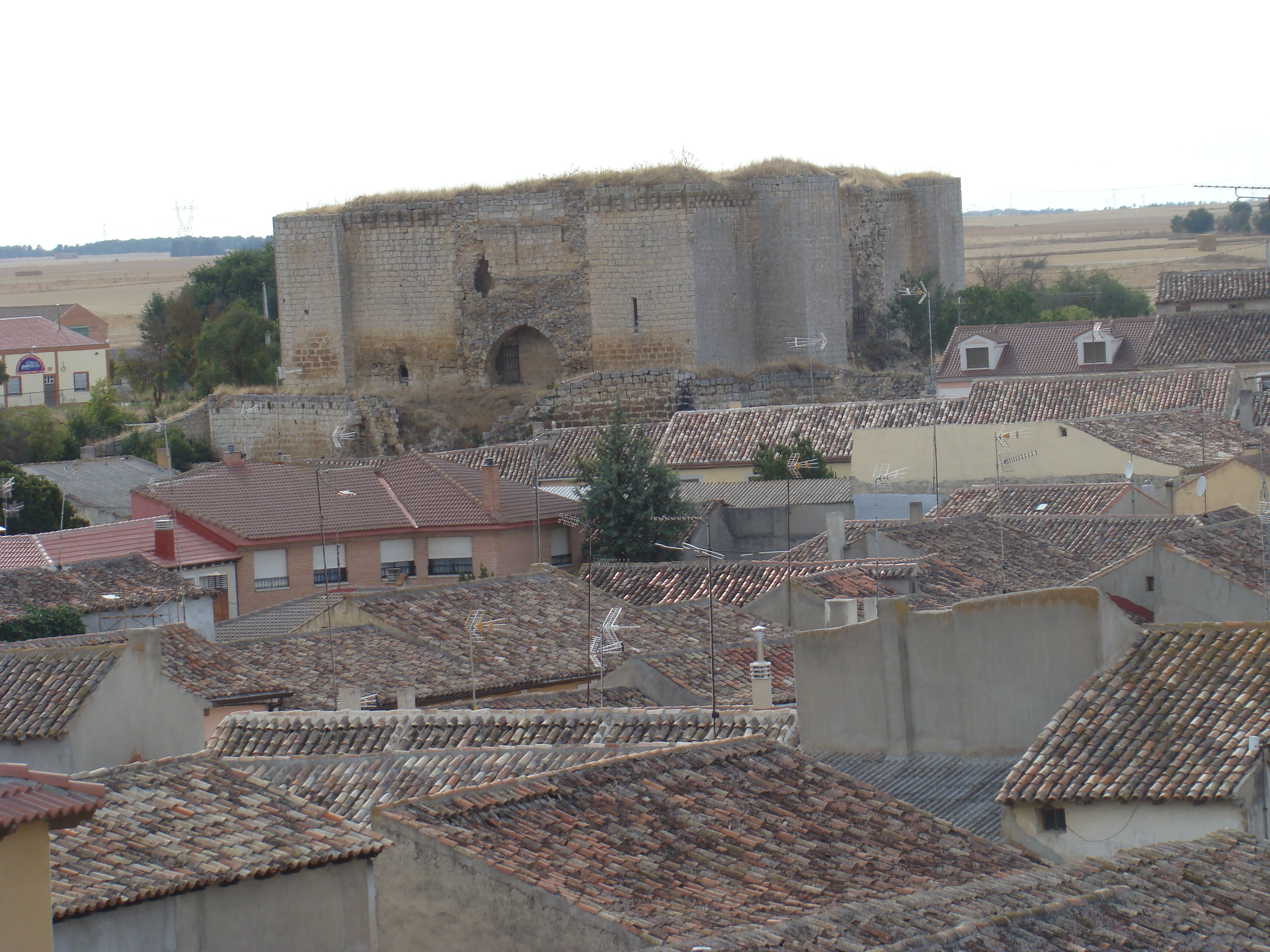
Château.
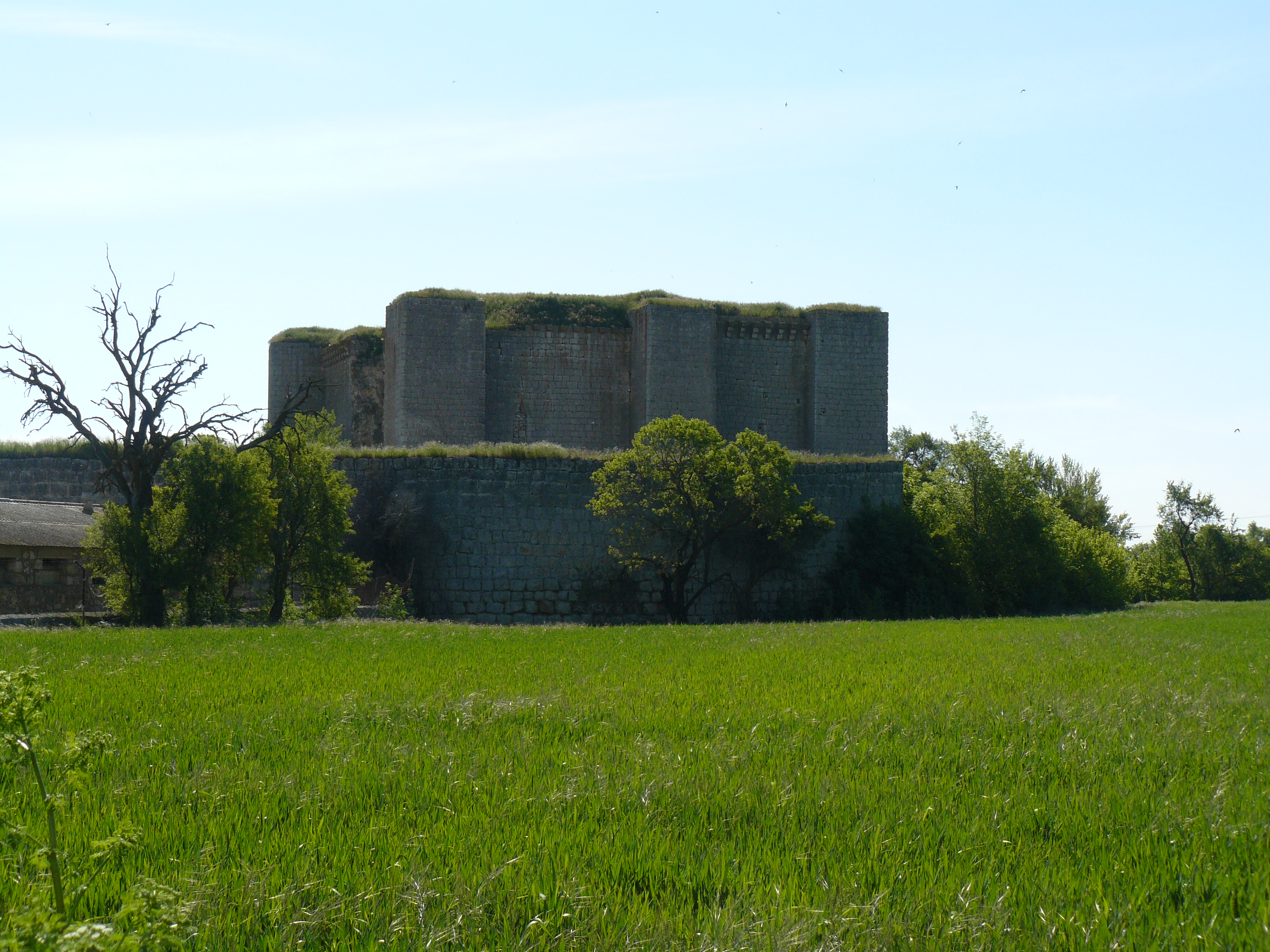
Château.

### Patrimoine religieux
- Église Sainte-Marie du temple (es) (iglesia de Santa María del Templo)
- Église Saint-Jacques l'Apôtre (es) (iglesia de Santiago Apóstol)
- Monastère Sainte-Marie de Matallana (es) (monasterio de Santa María de Matallana)
- Chapelle du Santo Cristo del Humilladero (es) (ermita del Santo Cristo del Humilladero)

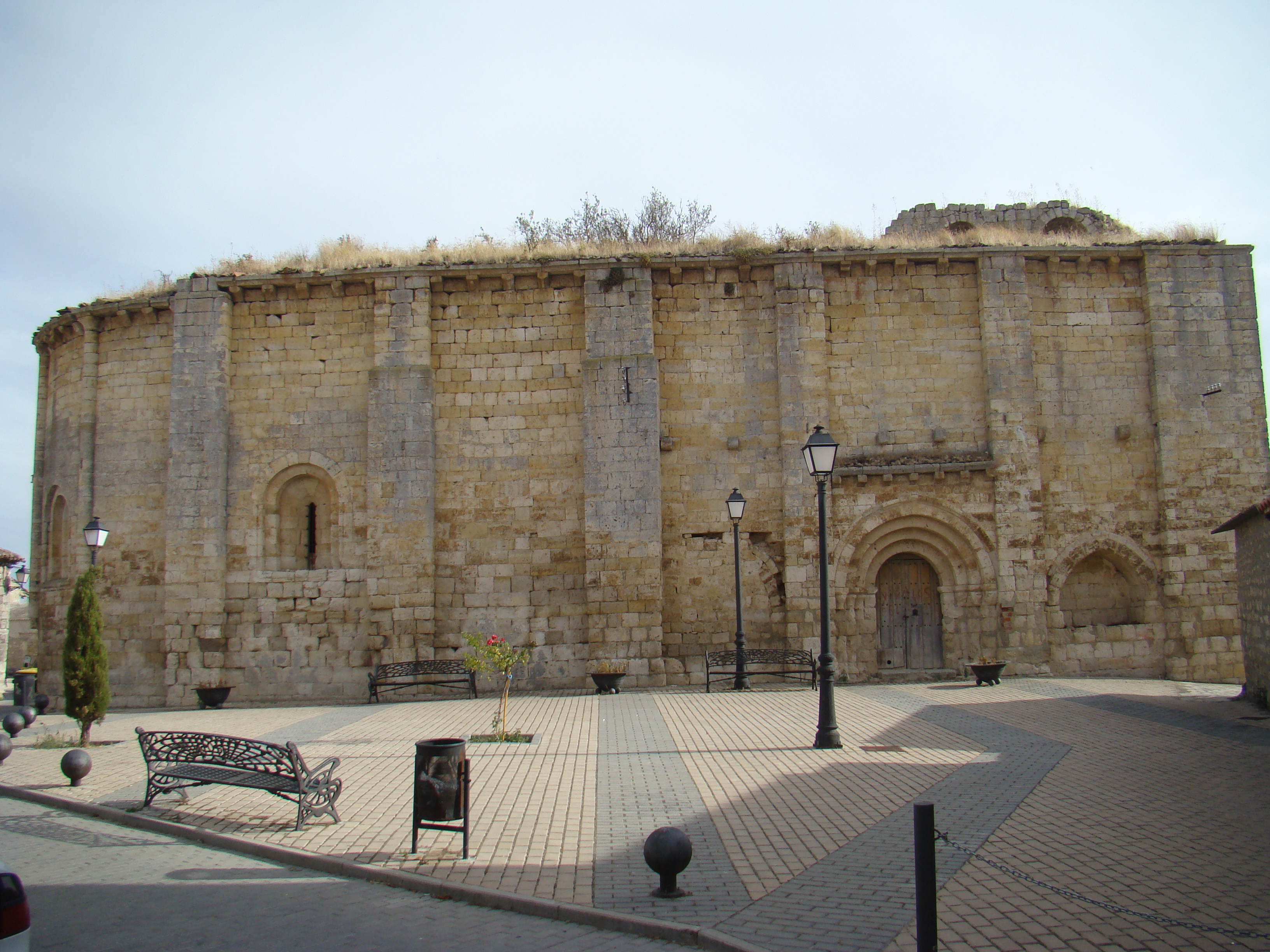
Église Sainte-Marie du temple.
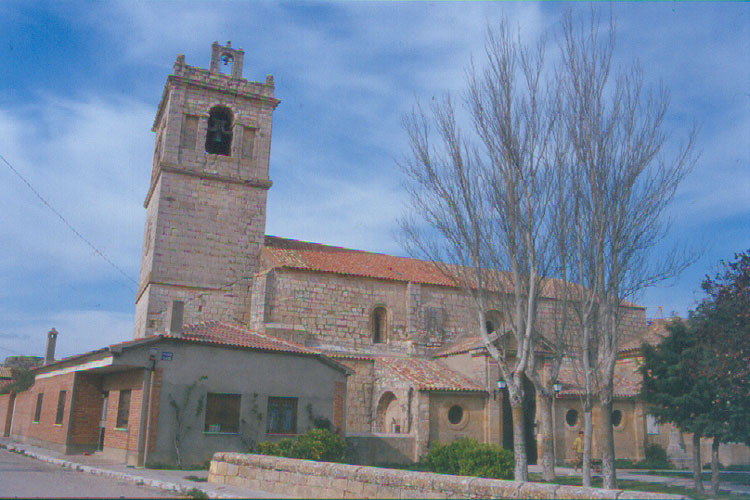
Église Saint-Jacques l'Apôtre. Fondation Joaquín Díaz.
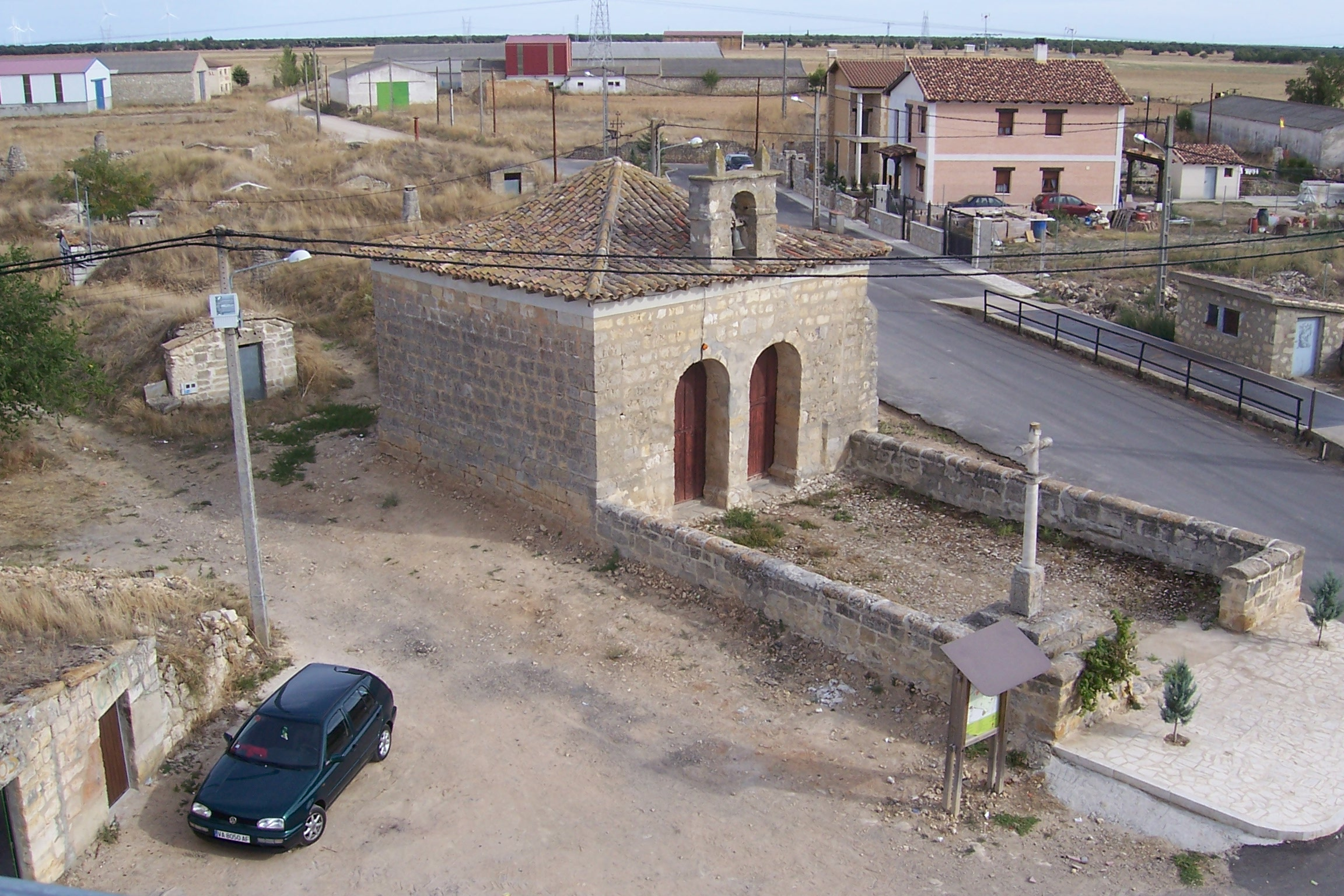
Chapelle du Santo Cristo del Humilladero.
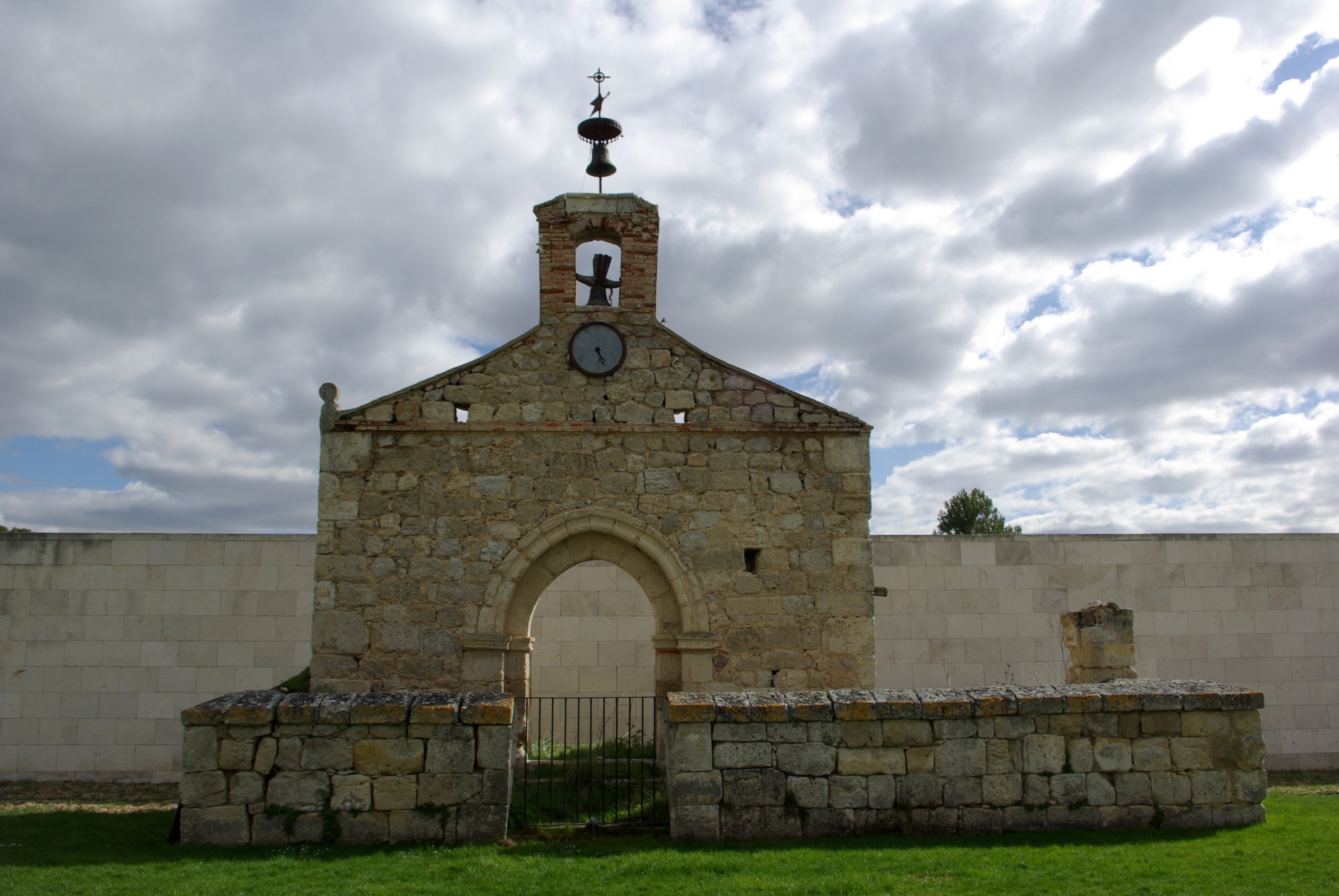
Monastère Sainte-Marie de Matallana.

### Patrimoine civil et populaire
- Fuenteungrillo (es), village médiéval dépeuplé
- Musée du bois (museo de la carpintería)

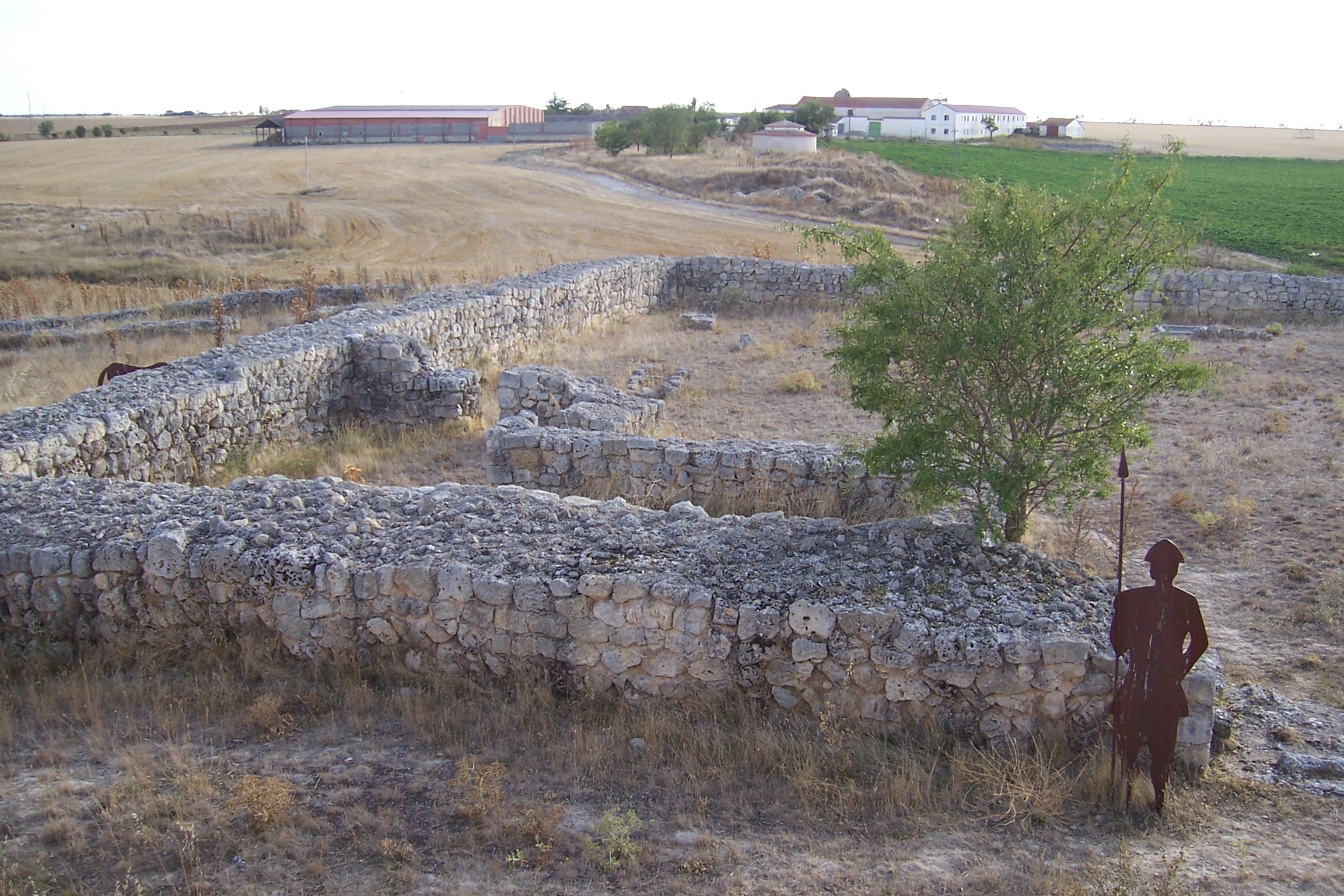
Fuenteungrillo.
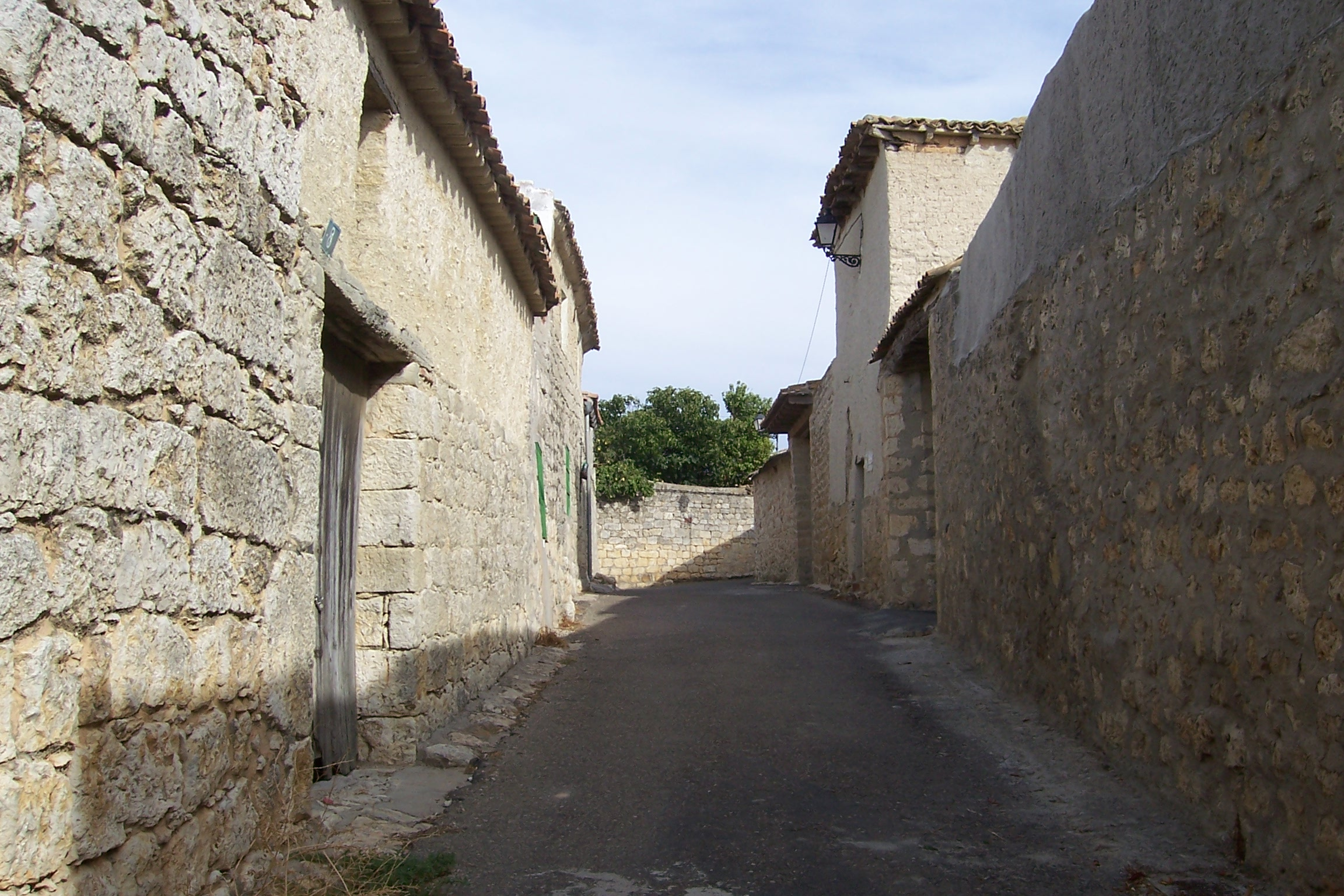
Construction en pierre et adobe.

## Personnalités liées à la commune
- Teresa Andrés Zamora (1907-1946), universitaire républicaine espagnole.